# Terenzo
Terenzo é uma comuna italiana da região da Emília-Romanha, província de Parma, com cerca de 1.289 habitantes. Estende-se por uma área de 72 km², tendo uma densidade populacional de 18 hab/km². Faz fronteira com Berceto, Calestano, Fornovo di Taro, Sala Baganza, Solignano.

## Demografia
| Variação demográfica do município entre 1861 e 2011                               |
|                                                                                   |
| Fonte: Istituto Nazionale di Statistica (ISTAT) - Elaboração gráfica da Wikipedia |